# Public limited company
Public limited company (standardní zkratka je Plc., umístěná za samo jméno společnosti; zkratku lze užívat i bez tečky Plc) je název britského typu obchodní společnosti, blízkého českému typu akciové společnosti. 
Obchodní název společnosti pak tvoří samotné jmého doplněné slovy Public limited company nebo uvedenou zkratkou. Jen omezený okruh společností tohoto typu, především jde o znárodněné koncerny podléhající zvláštnímu právnímu režimu, je osvobozen od nutnosti takového příznaku typu společnosti. Taková společnost může, ale nemusí být obchodována na burze cenných papírů. 
Název určuje dvě zásadní charakteristiky:
- omezené ručení podílníků (akcionářů),
- veřejnou obchodovatelnost podílů (akcií). A to nejen v Británii a Irsku, ale i v ostatních zemích Společenství národů.